# Cao Chun
Cao Chun (170-210) est un cousin de Cao Cao et jeune frère de Cao Ren. Il dirigea l'unité d'élite de Cao Cao, « les Dresseurs de fauves ». Lors de la bataille de la Montagne du Loup Blanc, ou Cao Cao écrase les nomades du peuple Wuhuan, c'est lui avec ses « Dresseurs de fauves » qui affronte et tue Tadun, le chef suprême des Wuhuan. Après la bataille de la Falaise Rouge, il aide Cao Ren à défendre les villes de Nanjun et Yiling contre les forces de Zhou Yu. Il est d’abord envoyé à Yiling pour secourir Cao Hong mais échoue et doit revenir à Nanjun où avec Cao Ren, Cao Hong et Niu Jin, il tente lors d’une attaque de défaire les troupes de Zhou Yu. Cependant, ils sont piégés et doivent abandonner la ville pour s’enfuir vers le nord. Cao Chun meurt de mort naturelle en l'an 210.